# Reqa
Reqa (en árabe: رِقَاع‎ ) es una de las seis escrituras tradicionales de la caligrafía árabe. Reqa se usaba para correspondencia privada y para textos no religiosos. 
Ibn al-Nadim mencionaba en su libro Al-Fehrest, que el inventor de la escritura Reqa fue Al-Fadl ibn Sahl. Este estilo era uno de los más habituales durante el Imperio Otomano.
Reqa fue simplificada paulatinamente por posteriores calígrafos hasta evolucionar en un nuevo estilo llamada ruqʿah, que es actualmente la escritura a mano más común en países árabes.
Una línea de muestra de este estilo: